# Corvus ruficollis
El cuervo desertícola (Corvus ruficollis) es una especie de ave en la familia Corvidae.

## Descripción
Es un ave grande mide entre 52 a 56 cm de largo, aunque no alcanza el porte del cuervo común. Sus proporciones son similares a las del cuervo común pero su pico no es tan grande y las alas tienen un perfil un poco más aguzado. La cabeza y la garganta son de un característico color negro rufo, el resto del plumaje es negro con brillos en tonos púrpura, azul o púrpura-azulado. Es una de las especies de cuervos más grandes. A menudo sus plumas se decoloran con cierta rapidez tomando un tono negro-marrón (aún las plumas que eran originalmente negras) y el ave puede tomar un tono marrón para cuando cambia las plumas. Sus patas y pico son negros. Antiguamente el Corvus edithae era considerado una subespecie  (Corvus ruficollis edithae) pero hoy se considera a dicha ave más relacionada con Corvus Albus que con Corvus ruficollis.

## Distribución y hábitat
La especie habita por una extensa región que comprende todo el norte de África, llegando hasta Kenia, la península arábiga y hasta el Oriente Medio y el sur de Irán. Su hábitat natural es el desierto, realizando visitas a oasis y zonas con palmeras.

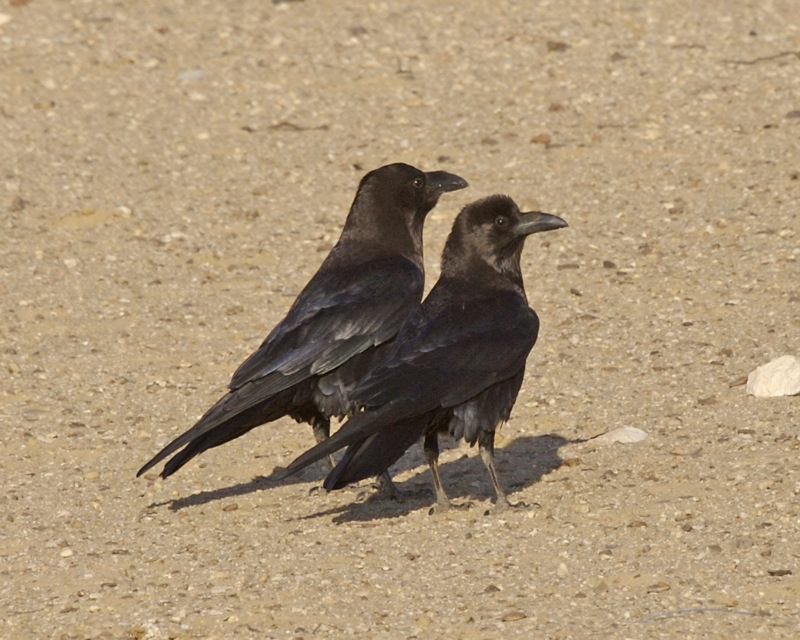
Una pareja en Egipto.

## Alimentación
Su alimento es muy diverso, incluye carroña, víboras, saltamontes y langostas, peces atrapados en zonas costeras, granos robados de bolsas, dátiles y frutos. Es bastante poco miedosa si no se la persigue aunque rápidamente puede tornarse huidiza si se le presta demasiada atención. Un estudio realizado en el 2009 encontró que la especie caza lagartijas de manera cooperativa, con algunas aves bloqueando las rutas de escape mientras otras cazan.

## Comportamiento

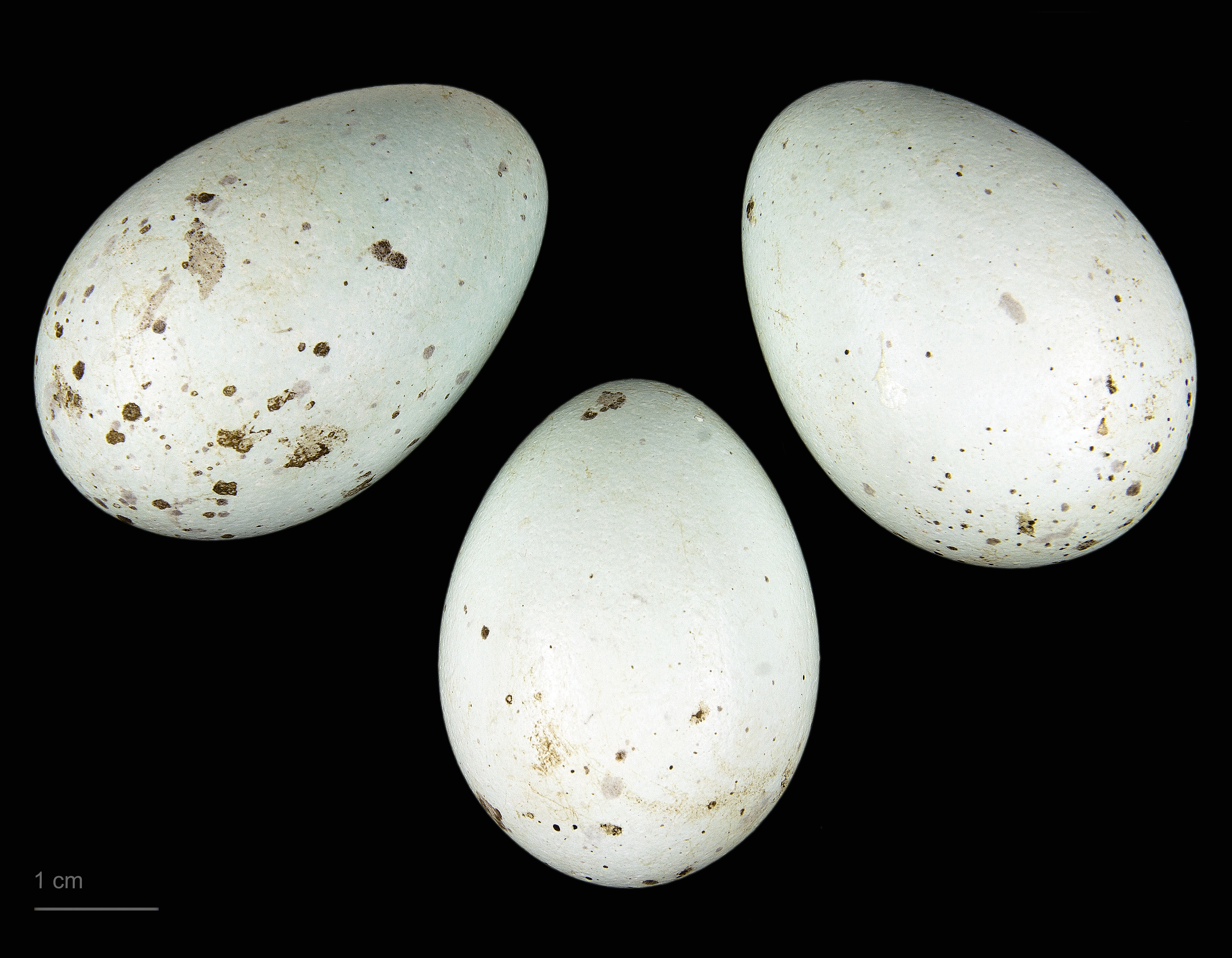
Corvus ruficollis - (MHNT)

Su nido se asemeja mucho al nido del cuervo común, y lo construye en árboles, en paredes rocosas o en edificios viejos abandonados. La puesta por lo general se compone de 4 a 5 huevos los cuales son incubados durante 20 a 22 días. Los pichones por lo general dejan el nido hacia el día 37 a 38 y pueden volar sin problemas unos 43 días después de romper el cascarón.
Su llamado es muy similar al del cuervo común consistiendo de graznidos, aunque un poco más agudos; y un ronco karr-karr-karr muy parecido al de un cuervo carroñero. En vuelo realiza una llamada kuerk-kuerk.